# Tenshi no hitsugi
Tenshi no hitsugi (天使の柩? trad. "L'angelo della bara", conosciuto anche col titolo inglese "Angel's Coffin - Ave Maria") è un manga di You Higuri di genere sentimentale con elementi soprannaturali, ambientata nell'Austria della fine del XIX secolo e liberamente ispirata ai fatti di Mayerling.

## Trama
Il dio decaduto Seto è prigioniero di un antico libro quando la giovane Marie Alexandria Vetsera, amante della lettura, lo libera accidentalmente.
Il giovane dio ha stretto un patto col demone Baphomet per mantenere i suoi poteri e questi gli impone di provocare somma sventura alla sua liberatrice, pena la perdita dei poteri e l'oblio.
Marie intanto soffre perché innamorata del principe ereditario Rudolf; facendo leva su questo sentimento Seto le si presenta come suo magico aiutante. Sotto la copertura di un giovane nobile, Miguel Braganza, il dio-demone finisce per far incontrare la sua protetta e il principe e tra i due è amore a prima vista.
Rudolf ha una difficile posizione a corte: contrario alle scelte politiche del padre Francesco Giuseppe, cui rimprovera le idee antiquate ed una stretta visione del mondo, ed i rapporti da tempo freddi con la legittima compagna Stephanie, principessa belga, il principe si rifugia nell'amore puro ed innocente della giovane Marie, mentre prende contatti con i gruppi rivoluzionari e progressisti del paese.
Quando il re interviene per allontanare la giovane nobile che il figlio ha gettato in cattiva luce, i genitori di Marie portano la ragazza in Inghilterra per dividerla dall'amante. Seto, alle suppliche della ragazza, acconsente a farla fuggire e a farla ricongiungere con Rudolf.
Il dio-demone è ben consapevole di star tradendo il patto stretto con Baphomet, ma ormai un sentimento innegabile lo lega alla ragazza che, sebbene non ricambi il suo amore, continua ad amare per la purezza e il candore.
In Austria Rudolf ha intanto mandato a monte l'attentato dei rivoluzionari ai danni del padre perché incapace di uccidere il genitore, il re tuttavia, appena scoperto il legame del figlio con gli attentatori, lo disereda e lo caccia dalla corte. Rudolf ormai incurante delle dicerie dell'alta società si accompagna pubblicamente a Marie e neanche Seto e la sua bruciante passione possono più dividere la coppia.
Quando ormai Rudolf sente la fine avvicinarsi, si dirige a Mayerling per darsi la morte assieme alla compagna. Seto, privato dei poteri da Baphomet, cerca ad ogni costo di evitare la morte della sua padrona, ma quando giunge è comunque troppo tardi: dei rivoluzionari si sono introdotti nella proprietà e, per punire il principe, hanno sparato al giovane, ma Marie con uno scatto si è posta tra il proiettile e l'amato e così è morta al posto suo. 
Marie muore dunque tra le braccia di Rudolf, dopo aver dato un'ultima carezza la demone che l'amava. Il principe la segue spontaneamente poco dopo.
Seto, impotente e sconsolato, si accascia in un bosco. Lì sopraggiunge Baphomet che lo schernisce, poi, restituitogli i poteri, imprigiona il demone compassionevole nel suo scettro e guarda con spaventosa aspettativa al nuovo secolo: si avvicinano conflitti sanguinosi e periodi ben nefasti per l'umanità, una delizia per il demone.

### Extra
Il capitolo mostra brevemente uno squarcio dell'infanzia del principe Rudolf, visto attraverso gli occhi del maggiordomo Roschek. Questi, fedelissimo al principe ne tollera gli eccessi e la malinconia perché capace di comprendere il grande vuoto emotivo lasciato nel cuore del principe dall'abbandono della madre, la principessa Sissi che, trascurando il figlio, ha fatto in modo che crescesse incapace di comprendere appieno le proprie emozioni.

## Genesi
You ha creato il manga, per sua stessa ammissione, perché desiderosa di rappresentare – sebbene con libere concessioni di elementi “soprannaturali” - la crisi del periodo che va dalla fine del XIX all'inizio del XX, in particolare al riguardo dell'ambiente austro-ungarico, ambientazione per di più già rappresentata dall'autrice nel manga Ludwig II il cui protagonista si lega al personaggio del principe Rudolf in quanto cugino ed analoga tragica figura.

## Riferimenti culturali e contenuti
Il manga è ricco di riferimenti alle opere shakespeariane: la figura da eroe romantico del principe Rudolf si accompagna spesso ad un macabro compagno di soliloquio: un teschio, come del resto accade per la celebre rappresentazione dell'Amleto di Shakespeare. Lo stesso principe di fronte al dubbio se dare o meno la morte al padre si pone di fronte alla questione quasi come di fronte al dilemma amletico dell'essere o non essere.
Inoltre la scena finale del doppio suicidio d'amore dei due amanti contrastati riprende, come omaggio, il finale di Romeo e Giulietta, con il simile pentimento finale di chi rinviene i corpi – nel caso del manga i rivoluzionari.
Nel capitolo conclusivo, incentrato sulla figura del principe osservata dalla prospettiva del maggiordomo, traspaiono dai commenti di quest'ultimo dei velati accenni che suggeriscono un attaccamento anche sentimentale al padrone, che conferisce all'ultimo capitolo dell'opera un sottotesto shōnen'ai.